# 研究大学強化促進事業
研究大学強化促進事業（けんきゅうだいがくきょうかそくしんじぎょう）とは、文部科学省が2013年（平成25年）から実施している事業のことである。

## 概要
- 本事業は、大学等の研究機関において論文の世界的シェアが下がっており、国際競争力の向上が課題となっていることから、世界にも通用するような優れた研究活動を行う機関を増強し、日本の研究力の強化を図ることを目的としている[1]ため、大学等による研究マネジメント人材群の確保や集中的な研究環境改革等の研究力強化の取組を10年間支援する計画である[2]。
- 本事業は、公募による審査を受けて事業実施機関を選んだわけではなく、文部科学省が全国の大学・研究機関を精査し、基準をクリアーした大学・研究機関に計画書の提出とヒアリングを実施。その結果を踏まえて事業実施機関を選定している。そのため、どの大学・研究機関でも応募できる事業ではない。

## 支援対象
支援対象は、2013年（平成25年）8月に以下の22機関に決定した。

### 国立大学
- 北海道大学
- 東北大学
- 筑波大学
- 東京大学
- 東京医科歯科大学
- 東京工業大学
- 電気通信大学
- 名古屋大学
- 豊橋技術科学大学
- 京都大学
- 大阪大学
- 奈良先端科学技術大学院大学
- 神戸大学
- 岡山大学
- 広島大学
- 九州大学
- 熊本大学

### 私立大学
- 慶應義塾大学
- 早稲田大学

### 大学共同利用機関法人
- 自然科学研究機構
- 高エネルギー加速器研究機構
- 情報・システム研究機構

## 文部科学省「スーパーグローバル大学創成支援事業」との関係
文部科学省が2014年（平成26年）度から実施している「スーパーグローバル大学創成支援事業」があるが、こちらの事業内容は教育や留学などの学生支援向けの内容となっている。実際、文部科学省の所管部局は高等教育局であり、「研究大学強化促進事業」を実施している旧科学技術庁系所管部局ではないため、科学技術振興、研究大学向けの事業ではない。